# جوليا ميد
جوليا ميد (بالإنجليزية: Julia Meade)‏ هي ممثلة أمريكية، ولدت في 17 ديسمبر 1925 ببوسطن في الولايات المتحدة، وتوفيت في 16 مايو 2016 بمانهاتن في الولايات المتحدة.

## أعمال

### أفلام
- (1959) حديث الوسائد

## وصلات خارجية
- جوليا ميد على موقع IMDb (الإنجليزية)
- جوليا ميد على موقع أول موفي (الإنجليزية)
- جوليا ميد على موقع قاعدة بيانات برودواي على الإنترنت (الإنجليزية)
- جوليا ميد على موقع قاعدة بيانات الأفلام السويدية (السويدية)
- جوليا ميد على موقع قاعدة بيانات الفيلم (الإنجليزية)
- جوليا ميد على موقع كينوبويسك (الروسية)